# Solipsisme
Solipsisme (van het Latijnse solus ("alleen") en ipse ("zelf")) is de overtuiging of de filosofie dat er maar een enkel bewustzijn bestaat: dat van de waarnemer. Het hele universum en alle andere personen waarmee gecommuniceerd wordt, bestaan slechts in de geest van de waarnemer. 
Het solipsisme is een klassiek probleem binnen de geschiedenis van de westerse filosofie, maar komt ook in verschillende vormen voor in de oosterse religies en oosterse filosofie. Naast de sterke metafysische variant, die stelt dat er slechts één bewustzijn bestaat, is er ook nog de zwakkere epistemologische variant: er is slechts kennis mogelijk van het eigen bewustzijn en men kan nooit iets weten van (mogelijke) andere menselijke geesten.

## Filosofie
Het probleem van het solipsisme duikt regelmatig op in de geschiedenis van de westerse filosofie. Het is in de eerste plaats een probleem in de kennistheorie en de metafysica. Solipsisme lijkt innerlijk consistent en logisch, maar lijkt niet falsifieerbaar (niet te weerleggen) of te bewijzen.
Het is een vraagstuk in de metafysica omdat het mogelijk is dat het universum een solipsistisch universum is: het kan zo zijn dat er maar een enkel bewustzijn bestaat en dat de rest van de dingen rondom dat bewustzijn niet 'echt' bestaan, maar slechts producten zijn van dit ene bewustzijn.
In de epistemologie is het probleem van solipsisme verbonden met het 'probleem van andere (menselijke) geesten' (problem of other minds). Het lijkt niet goed mogelijk aan te tonen, als men vertrekt van het eigen bewustzijn, hoe andere mensen ook een bewustzijn hebben. Bewustzijn lijkt immers iets te zijn dat slechts privé toegankelijk is. Een mens kent slechts zijn eigen gedachten en kan de gedachten van een ander persoon niet lezen. De vraag blijft dan open of er überhaupt wel gedachten bestaan in die andere persoon. In die zin kan ik nooit zeker weten dat er ook andere menselijke geesten bestaan.
Men kan het solipsisme-argument als volgt samenvatten:
Ik heb enkel toegang tot mijn eigen mentale toestanden en bewustzijn.
Ik kan niet vanuit mijn eigen mentale toestanden of bewustzijn het bestaan van dingen buiten mijn bewustzijn aantonen, indenken, enzovoort.
Enkel mijn mentale toestand en bewustzijn bestaan.

### Geschiedenis en varianten
Het probleem kwam vooral op de voorgrond door het werk van René Descartes. In zijn Meditationes de prima philosophia (1641) ontwikkelde hij het gedachte-experiment van het malin génie: "Is het niet mogelijk dat er een kwade geest bestaat die ervoor zorgt dat alles wat ik zie eigenlijk een soort bedrog is?" In deze vorm is het echter nog geen solipsisme, want het bestaan van zo'n kwade geest wordt nog aangenomen. Dit werk van Descartes gaf echter wel aanleiding tot het probleem van het solipsisme: "Is het niet mogelijk dat ik er zelf voor zorg dat alles wat ik zie eigenlijk een soort bedrog is?" Een moderne variant van dit gedachte-experiment is dat van de hersenen in een vat: "Misschien bestaat deze hele wereld rondom me niet, inclusief de andere personen, maar ben ik slechts een stel hersenen in een vat aangesloten op een computer die ervoor zorgt dat ik me inbeeld dat er hier een wereld en mensen rondom me lopen."
Een sterke solipsistische tendens zat ook in het Duits idealisme (en voortvloeisels zoals het Brits idealisme). Een denker als J.G. Fichte stelde bijvoorbeeld dat het ultiem fundament van alle kennis en wetenschap het 'Absolute Ik' was. Dit 'Absolute Ik' brengt echter in een volgende stap het 'Niet-Ik' uit zichzelf voort, zoals de waarnemingen van stoelen en tafels. Bij latere idealisten zoals Friedrich von Schelling en G.W.F. Hegel verschoof de aandacht echter naar de intersubjectieve kant. Toch stelde Hegel ook dat er een "Wereldgeest" bestaat die zijn rationaliteit langzamerhand in de geschiedenis uiteenlegt. Een mogelijke interpretatie van deze Wereldgeest is een solipsistische interpretatie, maar Hegel zelf bedoelde het wellicht anders.
Het probleem van het solipsisme heeft ook vele hedendaagse filosofen beziggehouden, waaronder Bertrand Russell. Bekend van hem is het volgende verhaal:
"As against solipsism it is to be said, in the first place, that it is psychologically impossible to believe, and is rejected in fact even by those who mean to accept it. I once received a letter from an eminent logician, Mrs. Christine Ladd-Franklin, saying that she was a solipsist, and was surprised that there were no others. Coming from a logician and a solipsist, her surprise surprised me."

#### Fenomenologie
Het probleem van het solipsisme trad ook op de voorgrond binnen de stroming van de fenomenologie. De fenomenologie legt sterk de nadruk op het feit dat alles wat we weten slechts uit dat kan bestaan, dat aan het bewustzijn gegeven is. De grondlegger, Edmund Husserl, ging zelfs zover te stellen dat de objecten in de werkelijkheid slechts bestaan in zoverre ze via een ketting van ervaringen te bereiken zijn. Stellen dat de dingen los van een bewustzijn bestaan is volgens Husserl onzinnig. Dit is wat men noemt het transcendentaal idealisme.
Vele fenomenologen probeerden dan ook oplossingen of weerleggingen van het solipsisme te formuleren. Adolf Reinach wees er bijvoorbeeld op dat filosofen de toegang tot het bewustzijn van anderen problematischer zien dan ze werkelijk is. Hij trok een analogie met de taal, waarvan we in de eerste plaats ook slechts de materiële kant van zien (zoals de materiële letters op het blad of de geluidsgolven). Mocht het probleem van het solipsisme zo problematisch en reëel zijn, dan zou dat ook moeten opgaan voor de taal: we zouden de achterliggende betekenis en intenties van woorden niet zien, maar slechts die materiële kant. Dit is echter niet zo - we begrijpen woorden zonder problemen - dus geldt dit ook niet voor andere (menselijke) geesten. De boosheid of blijheid van een ander persoon zien is niet problematisch, maar lijkt iets evidents.
De fenomenoloog Emmanuel Levinas vond de oplossingen van de fenomenologen die hem voorgingen onbevredigend. Sterker zelfs, hij typeerde alle fenomenologie vóór hem als een "egologie" of als solipsistisch tot in de kern. Alle zaken waarvan fenomenologen zeggen dat ze eigenlijk het bewustzijn overstijgen, zogenaamde "transcendente objecten", zoals stoelen, tafels en andere mensen, hervallen, volgens de logica van de fenomenologie zelf, terug in het bewustzijn.
Neem het voorbeeld van een stoel. Doordat een stoel steeds maar in beperkte zin aan het bewustzijn gegeven is (men ziet een stoel nooit van alle kanten), zou het duidelijk zijn dat de stoel buiten het bewustzijn bestaat. Echter, volgens Levinas, wordt in de fenomenologie de 'stoel' louter gereduceerd tot voorstellingen van het bewustzijn zelf: de stoel raakt in deze theorie nooit verder dan de voorstellingen van een stoel en is in die zin niet iets buiten het bewustzijn, maar bestaat slechts in het bewustzijn. De conclusie van Levinas is niet dat het solipsisme klopt, maar dat het menselijke denken door een solipsistische tendens gekenmerkt wordt, die slechts doorbroken kan worden door wat Levinas noemt "de Ander". Waar de mens normaal gezien solipsistisch op zichzelf gericht is, wordt deze 'economie van het zelf' doorbroken door de confrontatie met een ander mens in nood, maar ook in zaken zoals de tijd (de toekomst valt steeds buiten mijn greep), het ouderschap (de zoon is tegelijkertijd de vader en ook iets anders dan de vader) en de liefde (de liefdespartner is steeds iets vreemds).

### Kritiek
Vele filosofen hebben gepoogd het solipsisme als logisch coherente positie te weerleggen. Een voorbeeld werd al besproken bij de fenomenologie van Reinach. Een ander bekend argument kan worden teruggevonden in het werk van Ludwig Wittgenstein, meer concreet in zijn Filosofische onderzoekingen (1953). Dit argument, dat onder andere tegen het solipsisme kan gebruikt worden, staat bekend als het private language argument. Dit argument zou aantonen dat een privétaal per definitie onmogelijk is. Het solipsisme zou, omdat er maar één bewustzijn is, steunen op een privétaal, namelijk die van het bewustzijn zelf, waardoor de positie dus incoherent is.
Het argument van Wittgenstein gaat ongeveer als volgt: de betekenis van woorden is gelijk aan hun publiek gebruik binnen een taal. Dit wil zeggen dat het al dan niet juist gebruiken van concepten en termen van een taal, afhangt van hun toetsing aan het publieke gebruik van die woorden. Om een concreet voorbeeld te geven: het woord 'wandeling' kan niet in alle omstandigheden worden gebruikt. Sommige dingen als 'wandeling' typeren is juist, bij andere dingen (zoals een toertje met de auto doen) is dat fout. Dit juist of foutief gebruik van 'wandeling' weet men niet uit zichzelf, maar moet getoetst worden aan hoe de term in een bepaalde gemeenschap wordt gebruikt. Dit vormt een probleem voor het solipsisme, omdat ze enerzijds wel termen gebruikt (bijvoorbeeld in de stelling 'ik ben het enige bewustzijn dat bestaat'), maar geen gemeenschap heeft waaraan het de termen kan toetsen. De vraag of dit enige bewustzijn termen als 'bewustzijn' of 'bestaan' juist gebruikt kan dus niet beantwoord worden. De solipsistische stelling 'Ik ben het enige bewustzijn dat bestaat' is dus onzinnig omdat niet duidelijk is wat de termen dan nog betekenen.

## Oosterse religie
In veel Oosterse religies komt het solipsisme ook voor in de stelling dat het universum een illusie is, maya in het Sanskriet.
Veel Oosterse religies zijn niet theïstisch maar gaan uit van de idee dat alle verschijnselen een uitvloeisel (emanatie) van een universeel beginsel (Atman of Brahman) zijn. Met deze invalshoek bestaat er geen enkel onafhankelijk wezen en is het/ons bewustzijn niet persoonlijk. Het gevoel "een afgescheiden individualiteit" of "entiteit" te zijn is dan dus ook een illusie.
Mystici beweren dan ook dat het 'zelf' verwerkelijken of ‘verlicht zijn’ eigenlijk het, meestal maar kortstondig, doordringen is van het universele (het enige reële) bewustzijn in het (ten diepste niet reële) beperkte menselijke bewustzijn. Het universele beginsel dringt niet door in het bewustzijn van de mens, het is te allen tijde aanwezig, alleen de mens beseft het meestal niet. In (momenten van) verlichting wordt de schaduw van de individuele beperking (tijdelijk) opgeheven. Er bestaat slechts één waarnemer.

## Trivia
- Belcampo beschrijft in het verhaal Eenzaam[2] op ironische manier het leven van een solipsist.
- De Nederlandse pianist en componist Joep Beving gaf zijn eerste LP de titel Solipsism.